# Tontine Park
Der Tontine Park war ein Fußballstadion in der schottischen Stadt Renton, Grafschaft West Dunbartonshire. Es war die Heimatstätte des zweifachen schottischen Pokalsiegers FC Renton zwischen 1878 und 1922, als dieser in der Scottish Football League spielte.

## Geschichte
Der FC Renton zog sechs Jahre nach seiner Vereinsgründung im Jahr 1878 aus dem South Park in den Tontine Park. Es gab zunächst keine Tribünen, nur einen Pavillon an der nordwestlichen Ecke des Spielfelds.
In den ersten beiden Jahrzehnten seiner Vereinsgeschichte gehörte der Club zur Spitze des schottischen Fußballs. Er stand zwischen 1875 und 1895 fünfmal im Endspiel des schottischen Pokals und konnte ihn 1885 und 1888 gewinnen.
Renton war im Jahr 1890 Gründungsmitglied der Scottish Football League, und das erste Ligaspiel wurde am 23. August 1890 im Tontine Park gegen den FC St. Mirren ausgetragen. Am 2. Spieltag der Saison 1890/91 endete das Spiel mit einem 2:2-Unentschieden. Renton wurde im September 1890 aus der Liga wegen „Professionalität“ ausgeschlossen und die bisherigen Ergebnisse wurden gestrichen. Bereits ein Jahr später nahm der Verein wieder an der schottischen Meisterschaft teil.
1897 stieg der Verein freiwillig aus finanziellen Gründen aus der SFL ab, nachdem auch die Stadt selber durch den Niedergang der Textilindustrie zu kämpfen hatte. In der Folge spielte Renton in unteren Amateurligen, bis er sich 1921 endgültig auflöste.
Das ehemalige Vereinsgelände wurde zum Bau von Wohnungen genutzt.